# 연예세상 - 데일리 엔터테인먼트
연예세상 - 데일리 엔터테인먼트는 2000년 6월 19일부터 2001년 2월 1일까지  평일 밤 10시 30분에 방영되었던 ITV 경인방송의 예능 프로그램이다.
한편, 해당 프로그램 종영 후 iTV에서 평일 연예 정보 프로그램을 편성하지 않았다가 2002년 11월 4일부터 <연예로드쇼 하이파이브>를 통해 평일 연예 정보 프로그램이 부활됐고 첫 회부터 평일 밤 10시 30분에 편성됐다가 2003년 2월 3일부터 같은 요일 밤 9시 30분으로 옮겨갔는데 2004년 5월 3일부터 일일드라마와 시간대를 맞바꿔 8시 50분에서 9시 20분으로 조정한 후 시청률이 상승한 SBS 일일시트콤 《압구정 종갓집》때문에 시청률이 갈수록 떨어졌으며 같은 해 7월 5일부터 <박철의 연예로드쇼>로 새 단장하는 한편 시간대도 평일 밤 11시 50분으로 옮겨갔지만 그 해 11월 있었던 iTV의 파업사태에 따른  재허가 추천 거부로 인한 폐국 때문에 방송이 종료됐다.
1. ↑  맹경환 (2000년 6월 16일). “경인방송 개편…SBS에 도전장”. 국민일보. 2021년 10월 15일에 확인함.
2. ↑  “iTV 가을개편 본격 단행”. 국민일보. 2002년 11월 5일. 2021년 10월 15일에 확인함.
3. ↑  장성현 (2004년 6월 10일). “"시트콤 밑천 바닥...ㅋㅋ"”. 매일신문. 2021년 10월 15일에 확인함.
4. ↑  “<채널 톱>iTV ‘웰빙프로’ 신설… 스포츠 강화”. 문화일보. 2004년 7월 2일. 2021년 10월 15일에 확인함.
5. ↑  신미희 (2004년 11월 8일). “경인방송 노조 9일부터 파업... 파행방송 불가피”. 오마이뉴스. 2021년 10월 15일에 확인함.